# Fiesta de la Pampilla

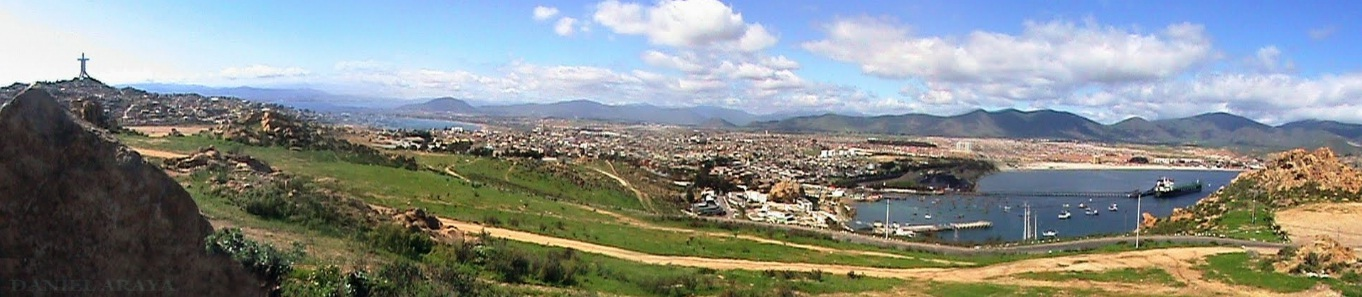
Sector de La Pampilla en Coquimbo, donde se desarrolla la festividad.

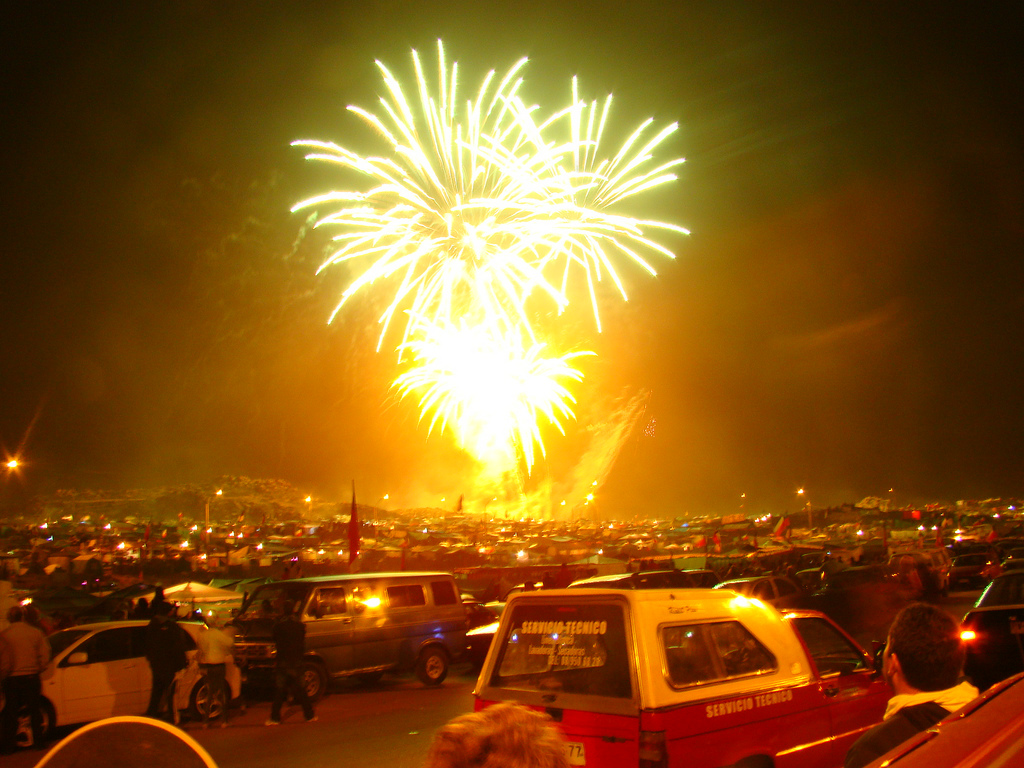
Día de clausura de la festividad (2012).

La Fiesta de la Pampilla, conocida también como Pampilla de Coquimbo o simplemente La Pampilla, es una festividad que se realiza anualmente entre el 18 y el 20 de septiembre en honor a las Fiestas Patrias de Chile  —aunque suele extenderse dos días antes o dos días después de tales fechas— en la explanada del mismo nombre, ubicada en la ciudad de Coquimbo, Región de Coquimbo (Chile). Durante ese periodo, incluso semanas antes de que se inicie la actividad, cientos de familias se instalan en carpas y vehículos en las colinas.
Es la festividad patria, o «dieciochera», más grande de Chile. La mayor asistencia de público se registró la tercera noche de La Pampilla en 2019 con la asistencia de 317 000 personas, con la presentación del dúo puertorriqueño Zion & Lennox, el chileno Tommy Boysen y la chilena Denise Rosenthal[cita requerida].

## Historia
La Pampilla de Coquimbo tiene orígenes inciertos, una leyenda afirma que la noticia de la instalación de la Primera Junta de Gobierno, el 18 de septiembre de 1810 fue conocido en la intendencia de Coquimbo dos días después de la fecha del acontecimiento, debido a que en esa época no existían grandes adelantos de comunicación. Para celebrar el suceso, los habitantes de Coquimbo se congregaron en el sector de La Pampilla, y festejaron con cuecas, tonadas y chicha.
Existen antecedentes que a fines del siglo XIX se realizaban carreras de caballos en el lugar para los días 19 y 20 de septiembre. Según archivos fotográficos, la concurrencia en época de Fiestas Patrias en este lugar se hizo más frecuente en las primeras décadas del siglo XX.
Cuando fue creado el departamento del puerto de Coquimbo en 1864, La Pampilla —entonces conocida como La Serranía— era propiedad de Francisco Íñiguez Pérez. A su muerte, el terreno fue rematado y adquirido en 1870 por José del Carmen Vicuña Lavigne, quien destinó la propiedad al uso de esparcimiento público. En 1968 los terrenos fueron adquiridos por el Club de Leones de la ciudad luego de que Meli Elizondo Diaz (Gobernador del Club de Leones) organizara el primer Festival de la Canción de la Pampilla para reunir los fondos necesarios. Finalmente y según lo planificado, el Club de Leones traspasó a la Municipalidad de Coquimbo en 1978. El alcalde de la época, Jorge Morales Adriasola, firmó en la notaría de Alejandro Roncangliolo.
La fiesta en La Pampilla corresponde a la celebración más multitudinaria de las Fiestas Patrias. Desde el inicio de las celebraciones hasta el 20 de septiembre, se instalan más de cien mil personas, incluso con carpas, para disfrutar de las fondas instaladas y de los shows que se realizan en el lugar. Su popularidad es tal que recientemente se ha empezado a celebrar en otras localidades del norte de Chile. Fuera de septiembre, el terreno se usa como lugar de competencias de fútbol amateur y automovilismo, esto último debido al autódromo construido en 2006, y que ha recibido competencias regionales y nacionales de velocidad.

## Distribución interna
Durante la celebración de septiembre, se ubican las fondas o ramadas —puestos donde preparan y venden comidas y bebidas, alcohólicas y no alcohólicas, típicas chilenas—. Cercano al sector de las ramadas se ubican varios puestos de juegos tradicionales.
El sector destinado a la venta de productos nacionales e internacionales de todo tipo —como ropa, electrodomésticos, confites, chucherías y diferentes artículos para hogar— ocupa gran parte de La Pampilla. En este sector, las personas que desean instalar un puesto deben pagar un permiso a la Municipalidad, que asigna un puesto comercial.

## Presentaciones artísticas y actividades
Cada año se presentan numerosos artistas nacionales e internacionales, tales como cantantes populares y folclóricos, además de shows humorísticos. Estos se presentan en el escenario monumental, ubicado en un foso en el sector oeste de la Pampilla, aunque anteriormente existía un escenario con forma de galeón pirata, conocido popularmente como «El Galeón».
Asimismo, cada año tienen lugar diversas actividades, tales como concursos musicales y eventos deportivos tradicionales, entre otros. Esto, sumado a las presentaciones artísticas en el escenario, conforman cada año el programa de variedades.

## Cronología
En La Pampilla destacan las presentaciones de distintos artistas quienes en las últimas décadas se han presentado en el escenario monumental. A continuación se mencionan hechos e invitados de algunas versiones de este evento.

### Década de 1960
En el Estadio Municipal de Coquimbo en 1963 se realizó el Primer Concurso de Autores de canciones Chilenas y el Primer Concurso de Conjuntos Folclóricos, eventos transmitidos por Radio Riquelme de Coquimbo y Radio Balmaceda de Santiago. La organización estuvo a cargo de la Municipalidad de Coquimbo, el Club de Leones, el Cuerpo de Bomberos y Radio Riquelme. El animador de estas competiciones fue el locutor Renato Deformes, junto con César Araya Torres y Alberto Martínez.
En 1964 se volvieron a realizar los concursos musicales que se crearon el año anterior. En esta ocasión, la cadena radial que emitió el certamen para el resto de Chile fue Radio Minería. El locutor oficial fue Ricardo García, quien también fuera por aquellos años el animador del Festival Internacional de la Canción de Viña del Mar.

### Década de 1970
En 1973 la festividad no se realizó debido a que el país se encontraba bajo estado de sitio —el 11 de septiembre había ocurrido el golpe de Estado que había derrocado a Salvador Allende—.

### Década de 1980
Entre las presentaciones artísticas de 1988 destacaron aquellas de Jappening con Já (compuesto por Gloria Benavides, Marilú Cuevas, Eduardo Ravani, Fernando Alarcón y Patricio Torres) y Álvaro Scaramelli. En la carpa del Club de Leones se presentaron Los Vikings 5, Largo Camino y el Conjunto Folclórico Carén.
En 1989, la primera Pampilla encabezada por el alcalde Jorge Auger, el coordinador general fue Víctor Muñoz. En esta ocasión se presentaron: Lorena, Jorge Navarrete, Miguelo, Soledad Guerrero, Los 24 Ancianos, Los Huasos del Maule y El Grupo Almendral. Además, el Coro Laura Reyes participó en la inauguración de la festividad.

### Década de 1990
En 1990 el principal atractivo de la festividad fue la presentación del humorista Jorge Navarrete.
Dentro de las presentaciones que se realizaron en 1991 se cuenta: Grupo de Alta Acrobacia Halcones de la Fuerza Aérea de Chile, Pachuco y la Cubanacán, Juan Antonio Labra, Álvaro Salas, Ballet Folclórico de Chile (BAFOCHI), Irene Llano y Los Vikings 5.
En 1992 la animación estuvo a cargo de Felipe Camiroaga (Televisión Nacional de Chile) y Humberto Vásquez Cortés (Canal 8 UCV Televisión). Entre los artistas que se presentaron, se cuenta a La Sonora de Tommy Rey, Ballet Folclórico de Chile (BAFOCHI), Los Indolatinos, Claudio Reyes y Mauricio Rubio.
La edición de 1993, la primera Pampilla a cargo de Pedro Velásquez, se realizó entre el 18 y el 20 de septiembre; tuvo como coordinador general a Jaime Dupré y como animador a Juan José Salinas. Algunos de los artistas que se presentaron fueron: Gigi Martin (humorista), Los Vikings 5, La Sonora de Tommy Rey, Germán Casas, Pachuco y la Cubanacán, y Valija Diplomática. En la Carpa Gigante del Club de Leones se presentaron La Sonora de Tommy Rey, el Grupo Uno, el grupo folclórico Carén. La animación estuvo a cargo de Carlos Alberto Espinoza.
En 1994 la festividad se realizó entre el 17 y el 20 de septiembre. La programación artística contó con los siguientes invitados: Los Vikings 5, Giolito y su Combo, Adrián y los Dados Negros, Palmenia Pizarro, Luis Jara y Hermógenes Conache.
En 1995 la fiesta de la Pampilla de Coquimbo tuvo como coordinadora general a Wilma Sánchez, y se desarrolló entre el 16 y el 20 de septiembre de dicho año. Algunos de los artistas de esta edición fueron los siguientes: Peter Rock, Los Vikings 5, Adrián y los Dados Negros, Lorena, Giovanni Falchetti, Los Chacareros de Paine, Nicole, Ballet Folclórico Nacional, Daniel Vilches y Chucho Monsalves, y Los Tres.
La coordinadora general de la Pampilla de Coquimbo de 1996 fue nuevamente Wilma Sánchez. Algunos de los artistas invitados fueron Giovanni Falchetti, Los Vikings 5, Pachuco y la Cubanacán, Brisas de Chile, Dinamita Show (humor), Los Cumaná, Garibaldi, Lucho Barrios e Illapu.
La festividad de 1997 se desarrolló entre el 17 y el 21 de septiembre. El comisario general de aquella edición fue Romelio Castro. Algunos de los artistas invitados a esta edición fueron: Miranda!, Los Vikings 5, Los Atletas de la Risa, Adrián y los Dados Negros; Los Jaivas y Sandy & Papo.
En 1998 las presentaciones artísticas se realizaron el 18 y el 19 de septiembre, y además se realizó el Primer Festival Nacional de Raíz Folclórica Pampilla de Coquimbo, el cual estuvo a cargo de Marengo Producciones y bajo la dirección musical de Enrique Arenas. Los artistas invitados a esta edición fueron Bafochi, El Clavel (humorista), Isabel y Ángel Parra, Tito Fernández, Pancho del Sur y Joe Vasconcellos.
La versión de 1999 estuvo bajo la administración del alcalde Pedro Velásquez y contó con la animación de Ethel Savè y Juan José Salinas. Entre los artistas invitados a esta edición se encuentran: Daniel Vilches y la Cámara de los Loros, Las Brisas de Chile, Los Taquilleros del Humor, Luis Ledesma y Claudia Jofré, Illapu, Ráfaga y Los Vikings 5.

### Década de 2000
En 2005 la fiesta de la Pampilla se realizó entre el 17 y el 20 de septiembre. En esta ocasión se eligió como reina de La Pampilla a la modelo argentina Jesica Cirio. Entre las presentaciones artísticas se cuenta a: Grupo Folclórico Huentemapu, Johana Torres, Manuel Moyano, Los Parafernálicos de la Risa, Adriano, Los Vikings 5, Los Kjarkas, animación de Walter Ardiles el 18 de septiembre; Grupo Ram, Grupo Eureka, Miguel Ángel (baladista), Grupo Candilejas, Germán Aguirre, Los Vikings 5 y Reggaeton Boys el 19 de septiembre; Los Hermanos Bustos y José Luis "El Puma" Rodríguez el 20 de septiembre.
En 2006 se eligió nuevamente a la reina de La Pampilla de entre un grupo de modelos que presentaron su candidatura. La actividad fue fomentada por el periódico La Cuarta, y el día 19 de septiembre se presentó a la ganadora, la bailarina del programa Rojo Fama Contrafama de Televisión Nacional de Chile, Yamna Lobos.
La edición de 2007 fue la primera que tuvo a Óscar Pereira como alcalde de Coquimbo; se realizó entre el 15 y el 21 de septiembre. La producción estuvo a cargo de Sergio Aguilera. En términos de seguridad, Carabineros de Chile anunció el despliegue de un gran contingente de efectivos policiales al interior de la Pampilla, muy superior al de versiones anteriores de la festividad. Los animadores de las últimas noches fueron José Alfredo "Pollo" Fuentes y María Eugenia "Kenita" Larraín. Entre los artistas, se contaron Grupo Ram, Ballet Folclórico, Candilejas y Bandguardia el 16 de septiembre; Ballet Folclórico, Carmen Solari (artista regional), La Rancherita y María José Quintanilla el 17 de septiembre; Talo Pinto y Los Chinganeros del Puerto, El Clavel y Los Jaivas el 18 de septiembre; Osonora, The Kings Of The Kings y La Noche el 19 de septiembre; Los Mascott, Los Vikings 5 y Los Nocheros el 20 de septiembre; Grupo Albacora, Cecilia, Luis Jara y show de Mauricio Flores, Paty Cofré, Gisella Molinero, Blanquita Nieves y elenco el 21 de septiembre.

### Década de 2010
En 2013 el animador fue Rafael Araneda. Los artistas que se presentaron fueron los siguientes: Inti Illimani y Viking 5 el 17 de septiembre; los chilenos Luis Jara y DJ Méndez el 18 de septiembre; Che Copete, Sonora Dinamita y Sonora Malecón el 19 de septiembre; Los Vásquez, José Feliciano y Miguel Mateos el 20 de septiembre; y el reconocido cantante urbano puertorriqueño Daddy Yankee el 21 de septiembre.
Los artistas que se presentaron en 2014 fueron Jorge Yáñez e Illapu el 17 de septiembre; Grupo Albacora, Megapuesta y Garras de Amor el 18 de septiembre; Gepe y J Álvarez el 19 de septiembre; y Los Vikings 5 y Emmanuel el 20 de septiembre.

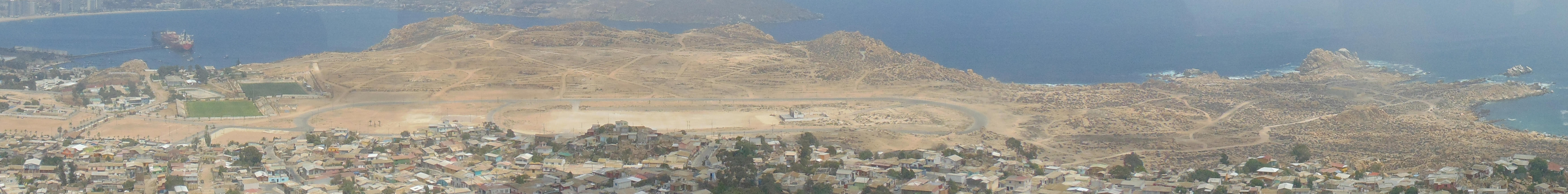
La Pampilla en febrero de 2019

La edición de 2015 fue suspendida para el día 17 de septiembre debido al terremoto de Coquimbo de 2015 ocurrido en el día anterior. Para el resto de la jornada se suspendió el show artístico asociado y el espectáculo de fuegos artificiales que marcaría el cierre el día 20 de septiembre. Además se suspendió el cobro de la entrada para fomentar la visita del sector gastronómico que seguiría abierto por el periodo, lo mismo en la zona de acampada. Pese a lo sucedido el día miércoles 16, se realizó una actividad llamada «Pampilla Solidaria» con fin de recaudar fondos para los afectados del sismo. Esto fue realizado el 20 de septiembre y contó con la participación del musical de 31 minutos, la banda chilena Chancho en Piedra y la cantautora mexicana Ana Gabriel. Además, Javiera Toledo, del sector Tierras Blancas, fue elegida reina de La Pampilla 2015.

### Década de 2020
Las ediciones de 2020 y 2021 fueron suspendidas debido a la pandemia de COVID-19. En el año 2022 también fue suspendida tanto por razones sanitarias como por problemas asociados principalmente al rechazo del presupuesto entregado para la celebración por parte del alcalde Ali Manouchehri y su consejo municipal.
En 2023 la fiesta retornó, teniendo como artistas invitados a Supernova, Amerika'n Sound, Noche de Brujas, la Orquesta Filarmónica de Coquimbo, Entremares, Illapu, Pailita, Myriam Hernandez, Ke Personajes, Pachangos, Bombo Fica, Los Jaivas, Zúmbale Primo y Los Viking's 5. Además, fue la edición donde se batió el récord de asistencia para ver a un artista, siendo el Grupo Zúmbale Primo quienes pudieron ver como más de 250 mil personas disfrutaban de su show la noche del 20 de septiembre del 2023.
En la edición de 2024 se presentaron artistas de gran renombre, tanto nacional como internacional, tales como Los Vásquez, Sol y Lluvia, Cris MJ, Américo, Los Atletas de la Risa, Damas Gratis, Joe Vasconcellos, Kidd Voodoo, Amar Azul, Dread Mar-I, Grupo Alegría y los clásicos Viking's 5.

## Reinas de La Pampilla
Las reinas de la celebración de La Pampilla han sido las siguientes:
- 2004:  Lola Melnick.
- 2005:  Jesica Cirio.
- 2006:  Yamna Lobos.
- 2007:  Carla Ochoa.
- 2008:
- 2009:  Francesca Cigna.
- 2010:
- 2011:  Nicole Moreno.
- 2012:  Claudia Tarbuskovic.
- 2013:  María Eugenia Larraín.
- 2014:  Angie Alvarado.
- 2015:  Javiera Toledo.
- 2016:  Juvinza Cortés.